# Pinus hakkodensis
Pinus hakkodensis är en tallväxtart som beskrevs av Tomitaro Makino. Pinus hakkodensis ingår i släktet tallar, och familjen tallväxter. IUCN kategoriserar arten globalt som livskraftig. Inga underarter finns listade i Catalogue of Life.